# Čchien Süe-sen
Čchien Süe-sen (čínsky 钱学森; 11. prosince 1911, Chang-čou – 31. října 2009, Peking) byl čínský technik, otec čínského kosmického programu a hlavní konstruktér čínských kosmických raket Dlouhý pochod (Čchang Čeng).

## Život
Narodil se ve šlechtické rodině. Vystudoval mechaniku na Šanghajské univerzitě, absolvoval v roce 1934. Rok poté odjel do Spojených států, kde studoval na Massachusettském technologickém institutu a na Kalifornském technologickém institutu, kde poté pracoval patnáct let v Jet Propulsion Laboratory, významném centru raketového výzkumu. Zde spolupracoval mj. s Theodorem von Kármánem. V éře mccarthismu v 50. letech byl obviněn z neamerické činnosti, nejprve izolován a nakonec v roce 1955 deportován do Číny. V Číně se nejprve zapojil do výroby čínské atomové bomby. Souběžně začal pracovat v čínském kosmickém výzkumu. Zkonstruoval nejprve raketu Dlouhý pochod 1 (Čchang Čeng 1) a poté první čínskou družici Východ je rudý (Tung Fang Chung), kterou Čína 24. dubna 1970 vypustila do kosmu.
Již roku 1966 rovněž připravil plán na stavbu a start kosmické lodi s lidskou posádku. Mao Ce-tung jeho projekt schválil v červnu 1967 (Projekt 714), ovšem zbrzdilo ho řádění Rudých gard během tzv. kulturní revoluce. Sám Čchien byl perzekvován, byť unikl osudu ředitele Geofyzikálního ústavu Ciao Jiu-čanga, kterého fanatické gangy mladých „revolucionářů“ ubily k smrti. Ochranu našel Čchien i celý kosmický program u premiéra Čou En-laje, ovšem smrtící úder přišel poté, co se ministr obrany Lin Piao (pod nějž kosmický výzkum spadal) pokusil o útěk do Mongolska, při němž zahynul. Mao ztratil důvěru ke všem Lin Piaovým lidem a nakonec v roce 1972 zrušil i celý Projekt 714, byť testy pokračovaly pololegálně až do roku 1975 a možná i později. Oficiálně byl projekt pilotovaného letu obnoven roku 1986 pod názvem Projekt 863, roku 1992 byl ale znovu zrušen. Čchien se podle všeho v této fázi upnul na ideu raketoplánu, tedy kosmického letounu, ale na jeho vývoj neměla Čína dobré podmínky. Roku 1993 byla schválena třetí oficiální vlna kosmického programu (Projekt 921), která se měla vydat klasickou cestou nosné rakety (zdokonaleného Dlouhého pochodu, nazvaného později Božský šíp), jež vynese kosmickou loď s posádkou na orbitu Země. Loď dostala jméno Šen-čou (Nebeský palác). Čchien Süe-sen byl pověřen řízením celého kosmického programu, ale úkolem zkonstruovat loď byl již pověřen mladší Ren Xen Min. Čchien, který se dožil 98 let, se dočkal i startu prvního čínského kosmonauta v roce 2003.